# Sherman Township (comté de Pocahontas, Iowa)
Pour les articles homonymes, voir Sherman Township et Sherman.
Sherman Township est un township du comté de Pocahontas en Iowa, aux États-Unis,.
Il est fondé en 1880 et nommé à la mémoire de William Tecumseh Sherman.

## Source de la traduction
- (en) Cet article est partiellement ou en totalité issu de l’article de Wikipédia en anglais intitulé « Sherman Township, Pocahontas County, Iowa » (voir la liste des auteurs).